# Sangre de tinta
Sangre de tinta es la segunda parte de la trilogía creada por Cornelia Funke. Dicha trilogía está compuesta por Corazón de tinta, Sangre de tinta y Muerte de tinta .

## Introducción
En esta nueva entrega, Orfeo, un lector casi tan bueno como Mo o Meggie, llevará a Dedo Polvoriento al Mundo de Tinta, tras diez años fuera de casa, pero no permite a Farid acompañarle en su viaje. Después, el libro cae en manos de Basta y Mortola. Farid corre a casa de Elinor, donde ahora viven también Darius, Meggie y sus padres, para contárselo y rogarle a la niña que lo transporte también a él al Mundo de Tinta para prevenir a Dedo Polvoriento. Pero Meggie decide acompañarle, dejando a sus padres solos.

## Argumento
Cuando Meggie y Farid llegan al Mundo de Tinta, ella va en busca de Fenoglio y él, por supuesto, se reúne con Dedo Polvoriento. Cuando lo encuentra, Dedo Polvoriento vive feliz con su exmujer, la juglaresa Roxana, y el hijo de ésta, Jehan. A la mañana siguiente, van a la ciudad de Umbra a celebrar el cumpleaños de Jacopo nieto del rey , el Príncipe Orondo, el cual está muerto en vida tras la muerte de su hijo, Cósimo. Allí se encuentran con Meggie y Fenoglio. A los pocos días, el Príncipe Orondo muere, quedando de heredero al trono de Umbra su nieto, un niño llamado Jacopo. Pero Jacopo también es nieto de Cabeza de Víbora, un hombre malvado y temeroso de la muerte que reina al otro lado del bosque, quien influirá en las decisiones del niño para reinar en todo el Mundo de Tinta. Para evitarlo, Fenoglio decide traer con sus palabras, y con la ayuda de Meggie como lectora, a un "nuevo y modificado: Cósimo el Guapo".  
Mientras tanto, Mo y Resa viven preocupados tras la marcha de su hija. Un día aparecen en su casa Mortola y Basta que, con la ayuda de Orfeo, los transportan junto con ellos mismos al Mundo de Tinta, dejando a Orfeo al cuidado de Elinor y Darius. Al llegar, Mortola dispara a Mo, dejándolo medio muerto, y se marcha con Basta al Castillo de la Noche, residencia de Cabeza de Víbora. Más tarde, Mo es llevado por los titiriteros a su campamento secreto, donde empieza a curarse. Desde allí le envían una nota a Meggie, advirtiéndola del grave estado de salud de su padre. Ésta le pide a Fenoglio que escriba unas palabras que curen a su padre, y marcha con Farid y con Dedo Polvoriento en busca de sus padres.
Cuando llegan al Campamento Secreto, se encuentran con que este ha sido asaltado. Dedo Polvoriento sigue el rastro de los prisioneros mientras Meggie lee las palabras de Fenoglio para ayudar a Mo. Luego llega Bailanubes, otro titiritero, junto con Ortiga, una curandera que ayudó a Mo, que les cuenta que Arrendajo, un bandolero imaginario que Fenoglio inventó en sus canciones y es enemigo de Cabeza de Víbora, tiene el mismo aspecto que Mo. Como las hazañas imaginarias de este son llevadas a cabo, Cabeza de Víbora mandó secuestrar a Mo. Meggie se dio cuenta de que Fenoglio había tomado como modelo de Arrendajo a su padre, y como algunos titiriteros cumplían las hazañas imaginarias de este, Mo llevaba toda la culpa. Después, por medio de Bailanubes, mandan un recado para Roxana, para que no se preocupara de la ausencia de Dedo Polvoriento, y otro para Fenoglio, en el que le piden ayuda. Con sus palabras y con la voz de Meggie, podrían salvar a los titiriteros, a Resa y a Mo. Más tarde, Farid y Meggie siguen a Dedo Polvoriento a través del bosque.
Cuando Bailanubes lleva el recado a Fenoglio y este lo lee, aparecen Basta y Rajahombres, otro de los antiguos secuaces de Capricornio que ahora trabajan para Cabeza de Víbora, que matan a Bailanubes y se apoderan de la nota. En esta aparecía dónde iban a esperar Farid, Meggie y Dedo Polvoriento la ayuda de Fenoglio, un lugar llamado el Molino de los Ratones.
Cuando llegan allí Meggie, Farid y Dedo Polvoriento, se encuentran con Basta y otro secuaz de Cabeza de Víbora, y consiguen escapar, aunque Dedo Polvoriento queda herido, y no obtienen ninguna carta. Luego marchan hasta el Hospital de Incurables, donde está Búho Sanador, el mejor curandero (o barbero) del Mundo de Tinta, para curar a Dedo Polvoriento.
Mientras, Fenoglio ha hablado con Roxana para que ella misma lleve el mensaje a Meggie. También habla con Cósimo, que pretende emprender una guerra contra Cabeza de Víbora.
Cuando Roxana encuentra a Meggie, Farid y Dedo Polvoriento, ésta empieza a leer. Las palabras hablan de que Meggie vaya al Castillo de la Noche y haga un trato con Cabeza de Víbora: hacerle inmortal a cambio de la libertad de sus padres y de los demás titiriteros. Pero también hablan de que Meggie lo engañe y acabe matándolo, y de que Cósimo gane la guerra. A Meggie la interrumpen cuando está leyendo y la llevan al Castillo de la Noche. El principio del plan saldrá bien, pero nada es seguro respecto a lo que Meggie no pudo leer.
Todo está saliendo bien, salvo que Cósimo y sus hombres pierden la guerra y mueren casi todos. Pero desgraciadamente, Mortola se apodera del papel que tiene Meggie y se entera del engaño, con lo que lo impide. Así que Cabeza de víbora se vuelve inmortal. Pero cumple su parte del trato y libera a los prisioneros.
Cuando éstos salen del Castillo, Dedo Polvoriento, Farid y otros titiriteros que no estaban prisioneros vigilan su liberación, previendo alguna trampa. Afortunadamente, porque Cabeza de Víbora mandó a otros secuaces a interceptarles el paso y matarlos. En medio de la lucha, Basta mata a Farid, pagándolo con su muerte a manos de Mo. La noticia afecta a todos, sobre todo a Meggie y a Dedo Polvoriento. Pero este último hace un trato con las Mujeres Blancas, servidoras de la muerte, para que lo devuelvan a la vida a cambio de su propia muerte. Esto rompe el corazón a Roxana y al propio Farid, quien, con la ayuda de Meggie y Fenoglio, lleva al Mundo de Tinta a Orfeo para que escriba algo para resucitar a Dedo Polvoriento. Este accede, aunque obliga a Farid a ser su criado durante el tiempo que tarde en completar su cometido.
La historia acaba con muchos problemas que seguramente se resolverán en Muerte en tinta, el último volumen de la trilogía.

## Personajes principales
- Mortimer Folchart,. o Mo: padre de Meggie, comparte de don para sacar personajes de los libros.

- Theresa Folchart, o Resa: madre de Meggie, permaneció muchos años en el Mundo de Tinta hasta que Darius la sacó con la lectura. A cambio, perdió su voz.

- Margaret Folchart, o Meggie: hija de Mo y Resa, heredó el don de su padre para sacar personajes de los libros.

- Elinor Loredan: tía de Meggie.

- Darius: lector no tan bueno como Mo y Meggie.

- Orfeo: lector que transportó a Dedo Polvoriento de vuelta a su hogar.

- Fenoglio: poeta y escritor de Corazón de Tinta

- Dedo Polvoriento: escupefuegos del Mundo de Tinta al que Mo sacó de su historia. Sólo diez años después pudo regresar.

- Farid: muchacho al que Mo sacó de Las mil y una noches, donde servía a una banda de ladrones. Es el novio de Meggie y Dedo Polvoriento lo considera como a un hijo.

- Roxana: exmujer de Dedo Polvoriento, con el que tuvo dos hijas: Brianna y Rosanna.

- Jehan: hijo de Roxana y de su segundo marido fallecido.

- Príncipe Orondo: rey de Umbra.

- Cósimo el Guapo: hijo del anterior, resucitado por Fenoglio de entre los muertos.

- Cabeza de Víbora: villano que gobierna al otro lado del Bosque Impenetrable. Vive obsesionado por su muerte y al final logra ser inmortal.

- Basta: fiel discípulo de Capricornio, logra regresar al Mundo de Tinta gracias a Orfeo. Se convierte en siervo de Cabeza de Víbora.

- Mortola: madre de Capricornio, logra regresar al Mundo de Tinta gracias a Orfeo. Hiere de muerte a Mo y se convierte en sierva de Cabeza de Víbora.

- Ortiga: famosa curandera del Mundo de Tinta.

- Bailanubes: antiguo funámbulo del Mundo de Tinta y gran amigo de Dedo Polvoriento, muere asesinado por Basta.

- Gwin:Marta con cuernos perteneciente a Dedo Polvoriento. Fenoglio escribió que Dedo Polvoriento moriría por su culpa.

- Violante, o La fea:esposa de Cosimo el guapo, hija de Cabeza de Víbora.

- Príncipe Negro:Rey de los titiriteros.